# Dziurdziowie
Dziurdziowie – powieść naturalistyczna, napisana przez Elizę Orzeszkową i wydana w roku 1885. Często określana mianem "studium społecznego".
Utwór posiada elementy powieści kryminalnej. Nie jest to odtworzenie przebiegu śledztwa, lecz autorka we wstępie formułuje zarówno problem, jak i zagadkę. Historia mordu dokonanego przez chłopów, Dziurdziów (prowodyrem Stepan Dziurdzia), na Pietrusi, żonie kowala, opiekującej się swoją ociemniałą babcią – Akseną. Pietrusia odtrąca zaloty Stepana Dziurdzi, ten zaś wiedziony chucią nie daje za wygraną. U podłoża zbrodni leżą osobiste animozje względem Pietrusi: poczucie krzywdy, zazdrość, urażona duma, chęć zemsty. Dodatkowym czynnikiem jest niechęć do bohaterki, podejrzewanej o czary, szkodzące wsi. Czyn chłopów, wskutek jego specyficznych środowiskowych uwarunkowań, nie poddaje się jednoznacznej ocenie, toteż narrator w zakończeniu ujawnia współczucie dla skazanych, we wstępie natomiast dystansuje się wobec mniemań publiczności sądowej.